# Ballon d'éclatement

Ballon d'éclatement des purges de chaudière

Le ballon d'éclatement des purges encore appelé ballon de refroidissement des purges est un réservoir tampon collectant les purges d'une ou de plusieurs chaudières à vapeur dans une chaufferie. Dans le ballon, la phase vapeur des purges (vapeur de revaporisation) est séparée de la phase liquide et évacuée par un évent. La phase liquide est ensuite refroidie par une circulation ou une injection d'eau externe avant d'être mise à l'égout, afin d'atteindre une température de rejet conforme à la législation environnementale. 

## Purges d'une chaudière à vapeur
Il existe deux types de purges dans une chaudière à vapeur : la purge de fond de chaudière (purge d'élimination des boues) et la purge de déconcentration. 

### Purge de fond
Elle se fait généralement par l’ouverture complète d’une vanne connectée sur le fond de la chaudière. Cette ouverture dure souvent quelques dizaines de secondes et s’effectue plusieurs fois par jour. Le but est de créer un débit important sur un laps de temps court, afin de décrasser le fond de la chaudière de ses boues. 

### Purge de déconcentration
Elle se fait au niveau du plan d’eau, car son but est d'abaisser la conductivité de l'eau dans la chaudière par la purge d'une partie de l'eau chargée en sels et autres produits chimiques du traitement d’eau. Sans cette élimination, les sels dissous ne se vaporisant pas, leur concentration augmenterait dans la chaudière au-delà des valeurs acceptables (source de corrosion) du fait de l'introduction régulière d'eau d'appoint. La purge se fait par le biais d'une vanne modulante qui s’ouvre durant des périodes plus longues que pour les purges de fond. La perte d'eau par déconcentration est alors compensée par l'eau d'appoint ajoutée dans la bâche alimentaire.  

## Collecte des purges
L’eau de ces deux types de purges ne peut pas être récupérée. Elle est mise à l'égout. Il est indispensable qu'elle soit refroidie à une température conforme à la législation environnementale, soit inférieure à 30 °C. 

### Eau de refroidissement
Elle peut soit être mélangée directement à l'eau des purges, mais il est préférable de récupérer la chaleur latente et sensible des purges pour réduire la quantité d’eau utilisée ensuite pour le refroidissement et aussi optimiser la récupération d'énergie en chaufferie. 
La récupération peut se faire de différences façons :

#### Vapeur de revaporisation
Les purges sont surchauffées. La vapeur de revaporisation des purges est alors soit mise à l'atmosphère par l'évent du ballon d'éclatement (ses calories sont perdues) soit envoyée vers le dégazeur de la bâche alimentaire. Dans ce dernier cas, la vapeur de revaporisation récupérée sert de vapeur primaire du dégazeur et vient soulager son fonctionnement. Un apoint de vapeur vive au dégazeur reste toutefois nécessaire. 

#### Réchauffage de l'eau d'appoint
Après dégazage ou sans des purges, les calories des purges de déconcentration peuvent être récupérées par réchauffage de l'eau d'appoint de la bâche alimentaire, par passage dans un échangeur de chaleur . Par contre, pour la purge de fond, les débits instantanés sont importants et augmenteraient exagérément la taille de l'échangeur ; cela rend économiquement peu rentable la récupération d'énergie des purges de fond sur un échangeur dédié.

#### Ajout d'eau de refroidissement
Une fois refroidie par revaporisation et transfert thermique au travers d'un échangeur, les purges sont mélangées ou refroidies avec de l'eau froide afin d'en abaisser la température de rejet à l'égout à un maximum de 30 °C. L'injection d'eau externe est pilotée par une vanne thermostatique ou par un thermostat réglable couplé à une électrovanne.

## Construction
Le ballon d'éclatement est un appareil acier ou en inox, soumis ou non à la directive européenne des équipements sous pression (DESP).
Classiquement, l'appareil est équipé de : 
- une ou plusieurs entrées pour la collecte des purges de déconcentration
- une entrée pour collecter les purges de désembouage
- une sortie vers l'égout
- un évent
- un système de refroidissement avec mesure de température
- un manomètre pour confirmer le fonctionnement correct de l'évent[5]